# Faux souvenirs

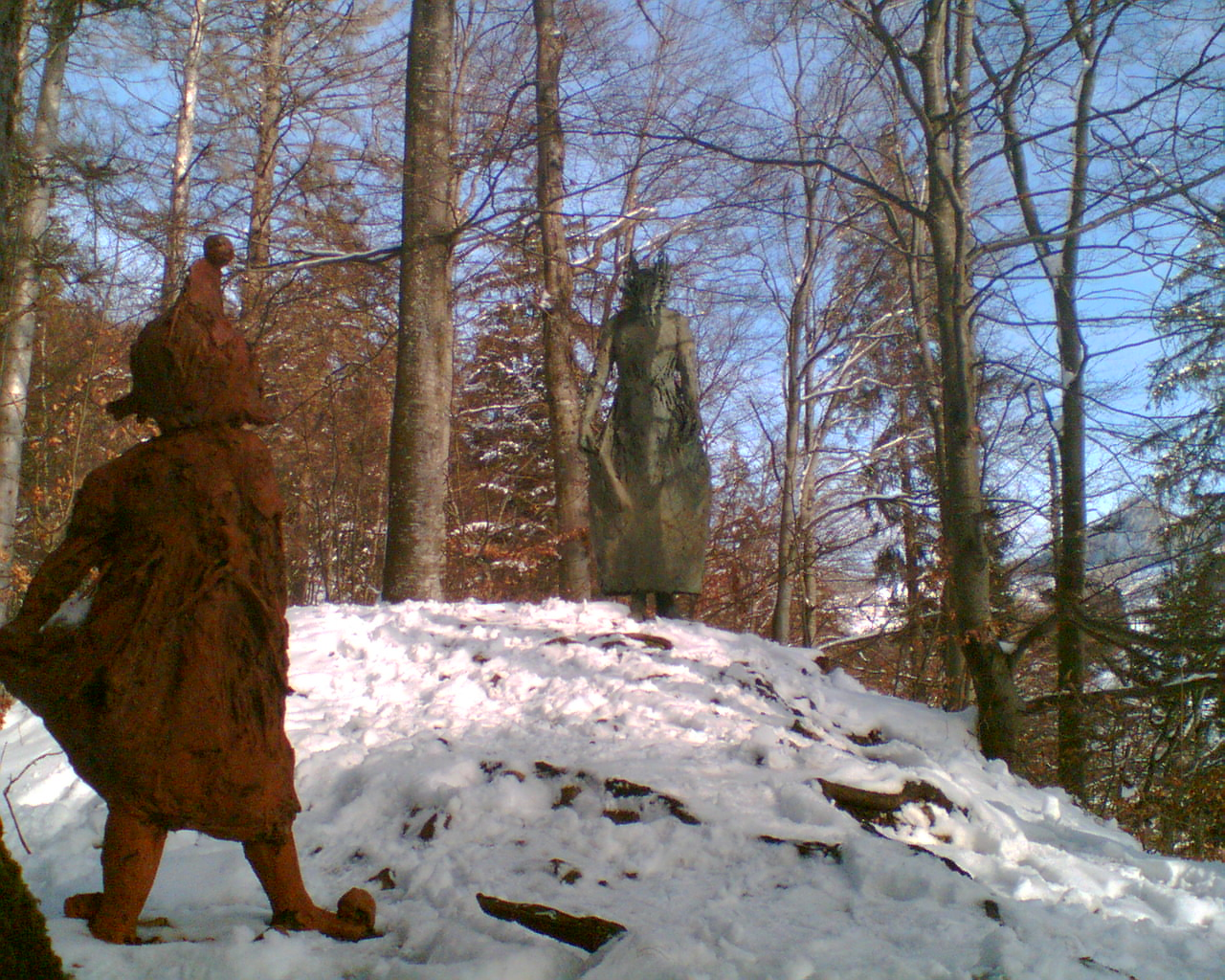
Mémoire retrouvée (Recovered Memory), une sculpture de Nicola Hicks sur le thème de la mémoire retrouvée.

Un faux souvenir est un phénomène psychologique qui se produit lorsqu'une personne se remémore un événement qui n'a pas eu lieu. 

## Histoire du concept
Les observations ou les hypothèses sur l'existence de faux souvenirs remontent aux débuts de la psychanalyse et de la psychologie clinique ; on les retrouve dans les écrits de Sigmund Freud et Pierre Janet.
Dans les années 1970, les études expérimentales de la psychologue Elizabeth Loftus remettent en cause la qualité que l'on peut attribuer aux témoignages dans le cadre d'affaires judiciaires, suscitant de nombreux débats et permettant de proposer des améliorations sur les techniques de recueil de témoignages, en particulier les témoignages d'enfants qui sont particulièrement influençables.
Ce débat ouvre la question de la création artificielle de souvenirs, dits « faux souvenirs induits », lors de psychothérapie, débats animés par des associations, thérapeutes et psychologues : certains suggèrent l'existence d'un syndrome de faux souvenir (qui altère la vie courante de la personne) mais ce syndrome reste débattu et n'est pas répertorié dans les classifications psychiatriques internationales.
Les études de Loftus ont également mis en évidence un effet de désinformation : certaines désinformations (événements qui ne se sont jamais produits), dans des conditions spécifiques et dans certains groupes de personnes, peuvent assez facilement être implantées en mémoire par un processus d'interférence rétroactive.
La question des faux souvenirs est une question scientifique qui reste très étudiée. Depuis les travaux précurseurs de Loftus, de nombreuses études ont validé le fait que les souvenirs peuvent être influencés et que de faux souvenirs peuvent être implantés en mémoire de plusieurs manières.
Les implications de ces questions scientifiques sont graves car en mettant en cause les témoignages, elles jettent le discrédit sur les témoignages des victimes et comportent deux risques majeurs : si un témoignage est erroné, un innocent peut être accusé et condamné sur la base de ce témoignage ; mais si on ne tient pas compte des témoignages des victimes, un coupable potentiellement dangereux peut demeurer en liberté. Cette question a été au cœur de plusieurs affaires d'abus sexuels sur mineurs qui ont fait l'objet de larges couvertures médiatiques. Les applications des recherches psychologiques dans le domaine visent à améliorer les techniques de recueil de témoignage et la qualité des témoignages des victimes.

## Psychologie cognitiveetneurosciences

### Malléabilité de la mémoire
La mémoire humaine est un processus dynamique dépendant de nombreux processus complexes de perception et d'encodage, de stockage puis d'accessibilité et de rappel de l'information. À chaque niveau des divers processus peuvent se produire des erreurs. Certaines de ces erreurs donnent lieu à la formation de faux souvenirs, qui sont relativement répandus et souvent mineurs chez les bien-portants et qui résultent même de phénomènes adaptatifs. Ces faux souvenirs peuvent devenir problématiques dans certaines conditions pathologiques.
De nombreuses erreurs dans les témoignages proviennent de la manière dont les questions sont posées. Un exemple typique est de demander aux sujets de quelle couleur était la camionnette stationnée derrière la scène (or la camionnette n'a jamais existé). De nombreux sujets sont influencés par cette question et pensent alors avoir vu une camionnette. Ces découvertes permettent d'améliorer les techniques d'interrogation de témoins dans les affaires judiciaires.

### Provoquer de faux souvenirs en situation expérimentale contrôlée

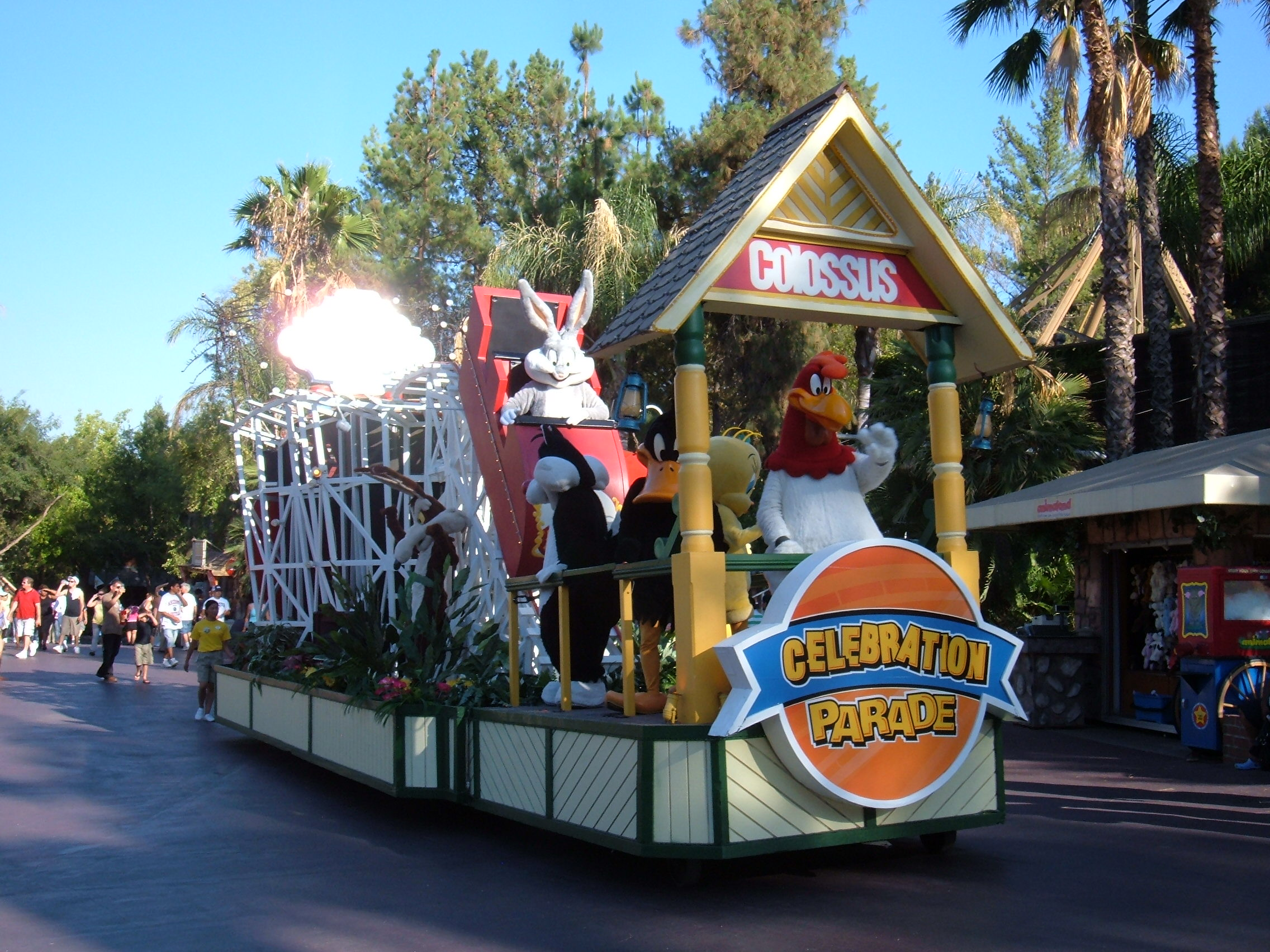
Photo de personnages de la Warner (dont Bugs Bunny au centre) lors d'une parade au parc Six Flags Magic Mountain (Californie, 2007).

L'effet de désinformation (misinformation effect, en anglais) est le fait de souvenirs du passé qui sont altérés par une information (source d'erreurs) qui se produit après l'exposition. Le phénomène est étudié en détail par la psychologie expérimentale depuis les années 1970. Ce phénomène pose des questions pratiques (quand et qui est victime de cet effet et comment l'éviter ou le minimiser) et des questions théoriques (comprendre l'encodage en mémoire et en particulier s'il y a permanence de nos souvenirs),,.

#### Fausse publicité: Bugs Bunny chez Disney
Plusieurs stratégies ont été utilisées pour provoquer de faux souvenirs. Par exemple, des chercheurs dirigés par Loftus ont voulu faire naître des souvenirs impossibles comme la présence du personnage de dessin animé Bugs Bunny au parc Disneyland (Bugs Bunny étant un personnage de la Warner et non de Disney, il est donc impossible d'avoir rencontré le personnage sur ce lieu). En présentant une publicité du parc Disneyland sur laquelle les expérimentateurs avaient placé le personnage de Bugs Bunny, ils observent qu'entre 25 % et 35 % des personnes testées pensent se souvenir d'avoir effectivement rencontré Bugs Bunny lors de leur visite à Disneyland : ces sujets déclarent lui avoir serré la main (62 %) et l'avoir serré dans leurs bras (46 %). L'effet de faux souvenir provoqué par ce paradigme est répliqué dans plusieurs études. Les faux souvenirs impossibles provoqués en situation expérimentale concernent aussi des procédures médicales (Royaume-Uni).

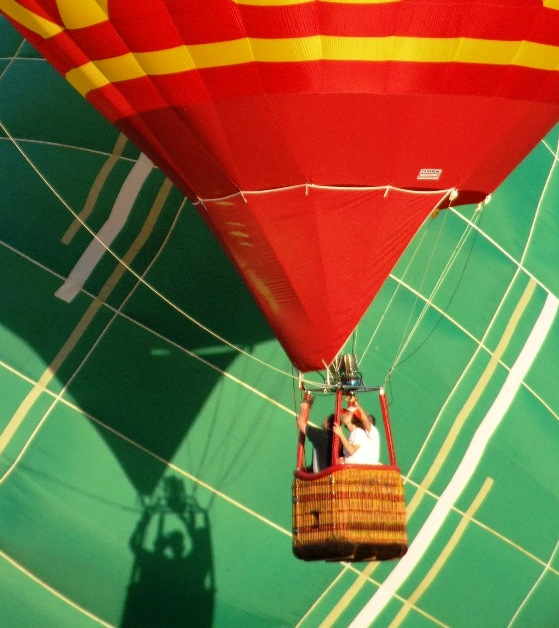
La nacelle d'une montgolfière.

#### Fausse photographie biographique
Les effets les plus forts sont observés dans la technique des fausses photos souvenirs. Dans un paradigme par exemple, une photo du visage du sujet (dans sa jeunesse) est placée dans la nacelle d'une montgolfière (évidemment, les expérimentateurs s'étaient assurés que le sujet n'avait jamais voyagé en montgolfière). On demande au participant de se remémorer ce baptême de l'air en montgolfière (qui n'a jamais eu lieu) et de le décrire de la manière la plus détaillée possible. Après deux sessions, 50 % des sujets pensent se souvenir de ce souvenir d'enfance. Cet effet est étonnant, mais il est démontré dans de nombreuses études : les souvenirs rapportés par les sujets peuvent être fortement influencés par des suggestions durant des entretiens.
Loftus et ses collaborateurs ont également tenté d'observer si de faux souvenirs pouvaient être implantés hors des conditions de laboratoire, c'est-à-dire dans des conditions plus naturelles, et touchant des événements chargés sur le plan émotionnel, voire traumatiques. Elle a démontré, par exemple, la possibilité d'altérer certains souvenirs traumatiques en introduisant une désinformation (animal blessé qui en fait n'a jamais été vu) dans la mémoire des images d'attaques terroristes,.
Les faux souvenirs ne sont pas forcément provoqués par une fausse information ou par une suggestion intentionnelle. Le faux souvenir peut apparaître aussi lors d'une interprétation survenue au moment de l'apprentissage de l'information et nécessaire pour sa compréhension. Par exemple, lors de l'apprentissage de la phrase « la rock-star s'est plainte de la quantité d'alcool servie pendant la fête », les participants interprètent que la rock-star s'est plainte parce que la quantité n'était pas suffisante, or la quantité n'a jamais été précisée.

### Comment distinguer un faux souvenir d'un vrai
Dans les expériences où un souvenir d'enfance était suggéré par le biais d'une photo truquée, quelques différences émergent entre les vrais souvenirs et le souvenir induit par l'expérimentation. En moyenne (sur l'ensemble d'un groupe de participants), le degré de certitude est plus élevé quand les personnes racontent leurs vrais souvenirs. Les participants hésitent plus souvent, ont des syntaxes verbales différentes (« je crois que… », « il me semble que… ») indiquant une plus grande hésitation. Cependant, il n'est pas possible d'utiliser ce type de variations statistiques pour déterminer si un souvenir spécifique chez une personne est un faux souvenir ou s'il s'agit d'un événement qui s'est réellement produit.

### Effets du temps
Un des premiers principes explicatifs des faux souvenirs et de l'effet de désinformation est basé sur l'effet des intervalles de temps entre les événements. Plus un souvenir est ancien, plus la mémoire de l'événement s'affaiblit, moins la différence entre le souvenir et la nouvelle information est détectée. C'est le principe de détection de la divergence (Discrepancy Detection). Le principe de détection de l'information divergente prédit que le souvenir est plus susceptible de changer si la personne ne se rend pas compte de la différence entre son propre souvenir et la nouvelle information. Cela ne veut pas dire que la nouvelle information n'est pas acceptée si la personne remarque la différence : il arrive que la personne dise à l'expérimentateur qu'elle pensait se souvenir, par exemple, d'un panneau de signalisation indiquant un Stop mais qu'on lui parle maintenant d'un panneau Cédez-le-passage et qu'elle avait dû mal mémoriser, acceptant ainsi de changer ses représentations et de croire à la nouvelle information. Le temps entre la désinformation et le test expérimental influe également sur les résultats.

### Effets de l'état mental passager
Un état mental passager peut affecter les performances de la mémoire. Des sujets à qui on a fait croire qu'ils ont bu de l'alcool ou des sujets sous hypnose sont plus susceptibles de former de faux souvenirs dans des conditions expérimentales. Selon Loftus, ce phénomène s'explique certainement par le fait que les sujets détectent alors moins bien les divergences entre leurs souvenirs et la nouvelle information interférente ou désinformation.

### Différences individuelles et développementales
Les désinformations affectent certaines personnes plutôt que d'autres. L'âge des sujets est un des facteurs observés. En effet, les jeunes enfants étant plus vulnérables que les enfants plus âgés et que les adultes ; les personnes âgées étant plus vulnérables que les adultes plus jeunes.

### Effets des mises en garde
Les chercheurs se sont demandé si le fait de mettre en garde contre la fabrication de faux souvenirs avait un impact et pouvait diminuer l'occurrence de faux souvenirs. Plusieurs recherches montrent des résultats allant dans le même sens : prévenir des personnes avant la présentation de la désinformation leur permet de mieux résister aux influences et diminue la proportion de personnes construisant de faux souvenirs ; cependant, informer après coup les participants du fait qu'ils ont construit des faux souvenirs a peu d'influence.

### Permanence des souvenirs
L'observation de faux souvenirs en condition expérimentale a généré un débat scientifique quant à la nature des souvenirs en mémoire à long terme : sont-ils permanents ou peuvent-ils disparaître (et être remplacés) avec le temps et sous certaines conditions ? Ce débat a commencé à se développer dans les années 1980.

### Études chez les espèces non humaines
Les faux souvenirs ont été induits expérimentalement et observés sur des espèces animales comme les gorilles, pigeons et rats.
Des neurologues travaillant sur la souris ont réussi à induire de faux souvenirs chez des souris, par différentes techniques, dont une expérience qui a utilisé des techniques de stimulation neuronale pendant que les souris rêvaient d'un lieu pour modifier leur impression sur ce lieu,.

### Études en imagerie cérébrale
Le phénomène de faux souvenirs provoqués par un effet de désinformation est observé pour la première fois par des techniques d'imagerie cérébrale en 2005, par les chercheurs Yoko Okado et Craig Stark,.

## Psychothérapie et hypothèses des souvenirs refoulés
L'expression « faux souvenirs induits » désigne le fait d'induire par le biais de techniques d'entretiens psychothérapeutiques, ou d'hypnose, de faux souvenirs d'abus ou de maltraitances chez un patient.
La résurgence tardive de souvenirs autant que la notion de souvenirs implantés par un thérapeute dans la mémoire de son patient sont controversées.
L'hypnose de spectacle ou l'hypnothérapie peut créer de faux souvenirs.

## Procès impliquant des faux souvenirs

### Témoignages en justice et faux souvenirs
La psychologie cognitive et sociale permet de mieux comprendre les processus expliquant les oublis et les faux souvenirs et de permettre ainsi d'améliorer les techniques de recueil de témoignages.

### Aux États-unis, l'affaire Freyd
Jennifer Freyd est une psychologue américaine spécialisée sur les abus sexuels. Dans les années 1990, elle accuse son père, le mathématicien Peter Freyd, de l'avoir abusée pendant son enfance. Selon elle, il ne s'agit pas de faux souvenirs induits implantés par un thérapeute mais de souvenirs clairs d'abus. Elle est soutenue par sa grand-mère et son oncle,. Le père fonde une False Memory Syndrome Foundation (FMSF) en 1992, avec le soutien actif du psychologue américain Ralph Underwager (en). Mais celui-ci est spécialisé dans la défense de personnes accusées de pédophilie, intervenant souvent dans la presse ou lors de procès, et critiquant les programmes de protection de l’enfance. En 1991, ce dernier prend ouvertement des positions pro-pédophiles lors d’un interview auprès du média hollandais Paidika : The Journal of Paedophilia. La polémique qui s'ensuit contraint Underwager à démissionner de la False Memory Syndrome Foundation. La FMSF est accusée d'ignorer, discréditer ou déformer les témoignages scientifiques et ceux de victimes ayant obtenu des aveux de leurs agresseurs. La FMSF est accusée de harceler, diffamer et attaquer en justice ceux qui la critiquent, ainsi que les thérapeutes d’enfants abusés, sans faire avancer le débat scientifique. Des thérapeutes jusqu’alors reconnus et respectés se voient retirer le droit d’exercer leur métier sous le coup des procès intentés et d’articles de presse diffamatoires (cf. l'affaire Jim Singer, pourtant soutenu par le gouverneur local) ou dans l’impossibilité de continuer leurs travaux (Kathleen Failer, Charles Whitfield, David Calof…).
La question du syndrome des faux souvenirs déclenche une série de procès aux États-Unis dans les années 1990, dont plusieurs cas d'abus sexuels,. Toutes les plaintes concernant la construction de faux souvenirs ne sont pas jugées crédibles mais plusieurs sont suffisamment étayées pour aboutir. Les personnes ayant avoué avoir volontairement partagé publiquement de faux souvenirs sont appelées des rétractants (retractors). Un débat s'est ouvert tournant autour de l'aubaine potentielle que représenterait le syndrome des faux souvenirs pour les accusés voulant nier leur comportement criminel en accusant de faux souvenirs les personnes (victimes) en remettant en cause la véracité de leur témoignage.

### En France
Un fait divers, à la fin des années 1970, place les faux souvenirs au centre d'une polémique concernant le « groupe Saint-Erme », également appelé « La famille de Nazareth », un institut fondé et dirigé par Marcel Cornélis, prêtre catholique belge. Fort de ses 450 membres, dont un certain nombre bardé de diplômes, il fait sienne une thèse alternative qui fait des relations dominant/dominé la cause de toutes les maladies. Chez certains membres, cela va jusqu'au rejet des femmes, de leur mère, etc. Ces conceptions sont diffusées au cours de séances intenses qui auraient eu pour effet d'induire de faux souvenirs d'inceste, entraînant la rupture de membres du groupe avec leur famille. Des patients auraient ainsi envoyé à leurs parents de violents courriers alléguant des relations incestueuses dans leur petite enfance (au total 200 familles furent impliquées). Or, l'inoculation de faux souvenirs s'inscrit dans le processus habituel d'endoctrinement des sectes : après une phase de séduction, l'individu est profondément déstabilisé (ici par les faux souvenirs) et amené à rompre avec son entourage, avant d'être placé dans une position de sujétion vis à vis des autorités du groupe sectaire. Un procès mène finalement à la dissolution du groupe.

## Controverse sur le «syndrome de faux souvenirs»
Si l'existence des faux souvenirs est peu remise en cause, la question d'un « syndrome des faux souvenirs » l'est. En 1993, une quinzaine de chercheurs publie une déclaration affirmant que l'expression ne provient pas du champ scientifique de la psychologie mais qu'elle est créée par une fondation privée de soutien aux parents accusés de violence sexuelle. En 1994, une étude scientifique dirigée par Linda Meyer Williams démontre que 38 % des femmes victimes d'inceste durant l'enfance ne se souviennent pas de l'abus rapporté 17 ans auparavant. À la fin des années 1990, trois organisations professionnelles américaines (l'American Psychiatric Association, l'American Medical Association et l'American Psychological Association) reconnaissent également la réalité de l'occultation des abus sexuels. La plupart des thérapeutes scientifiques et chercheurs déclarent que les survivants de ces abus tendent à nier plutôt qu'à exagérer leurs souvenirs horribles et que les mécanismes de répression et d'oubli sont très bien documentés dans les articles de psychiatrie.
Pourtant, en 1996, le psychologue Daniel L. Schachter maintient qu'« il n’y a aucune preuve scientifique présentement pour prouver qu’on peut créer une fausse mémoire d’abus sexuel chez quelqu’un qui n’a pas de traumatisme dans son passé » (Searching for Memories, 1996). 
La psychogénéalogie est également contestée quand elle cherche à retracer des faux souvenirs induits d'une génération à l'autre, cause hypothétique des problèmes intrafamiliaux tels que rejet, viol, divorce…